# The Miracle (lied)
The Miracle is de vijfde en laatste single van het album The Miracle van de Britse rockband Queen. Het werd hoofdzakelijk gecomponeerd door Freddie Mercury hoewel de credits aan de hele band werden toegeschreven.
Nadat Mercury en John Deacon het muzikale thema van het nummer hadden bepaald, droegen alle vier de bandleden bij aan de tekst. Het nummer was een van de favoriete nummers van Mercury en May. In het audiocommentaar bij de dvd Greatest Video Hits II verklaart Roger Taylor dat hij het nummer waardeert omdat het een complex nummer is (incredibly complex track) maar dat het geen favoriet van hem is.
Het nummer beschrijft alle grote en kleine zaken waar de 'hand van God' in zit. Zo worden gebouwen als de Taj Mahal en de Toren van Babel bezongen maar personen als kapitein James Cook, Kaïn en Abel en Jimi Hendrix.
In de videoclip treden vier jongens op als de bandleden. Hun kleding verandert en laat Queen door de jaren zien. Pas op het eind komen de vier echte bandleden het podium op om samen met hun jonge vertolkers op te treden. De dan nog onbekende acteur Ross McCall (Band of Brothers) speelt de rol van Freddie Mercury.

## Hitnotering
| The Miracle in de Nederlandse Single Top 100 - binnen: 9 december 1989 | The Miracle in de Nederlandse Single Top 100 - binnen: 9 december 1989 | The Miracle in de Nederlandse Single Top 100 - binnen: 9 december 1989 | The Miracle in de Nederlandse Single Top 100 - binnen: 9 december 1989 | The Miracle in de Nederlandse Single Top 100 - binnen: 9 december 1989 | The Miracle in de Nederlandse Single Top 100 - binnen: 9 december 1989 | The Miracle in de Nederlandse Single Top 100 - binnen: 9 december 1989 | The Miracle in de Nederlandse Single Top 100 - binnen: 9 december 1989 | The Miracle in de Nederlandse Single Top 100 - binnen: 9 december 1989 | The Miracle in de Nederlandse Single Top 100 - binnen: 9 december 1989 | The Miracle in de Nederlandse Single Top 100 - binnen: 9 december 1989 |
| Week                                                                   | 1                                                                      | 2                                                                      | 3                                                                      | 4                                                                      | 5                                                                      | 6                                                                      | 7                                                                      | 8                                                                      | 9                                                                      |                                                                        |
| ---------------------------------------------------------------------- | ---------------------------------------------------------------------- | ---------------------------------------------------------------------- | ---------------------------------------------------------------------- | ---------------------------------------------------------------------- | ---------------------------------------------------------------------- | ---------------------------------------------------------------------- | ---------------------------------------------------------------------- | ---------------------------------------------------------------------- | ---------------------------------------------------------------------- | ---------------------------------------------------------------------- |
| Nummer                                                                 | 89                                                                     | 54                                                                     | 28                                                                     | 19                                                                     | 16                                                                     | 22                                                                     | 40                                                                     | 72                                                                     | 99                                                                     | uit                                                                    |

### NPO Radio 2 Top 2000
| Nummer met noteringen in de NPO Radio 2 Top 2000 | '18  | '19  |
| ------------------------------------------------ | ---- | ---- |
| The Miracle                                      | 1576 | 1759 |

1. ↑  Een vetgedrukt getal geeft de hoogste notering aan.
2. ↑  2018 was het eerste jaar met een notering voor dit nummer.
3. ↑  Deze tabel is bijgewerkt tot en met de laatste editie (2024).